# Edwin Vásquez
Edwin Vásquez (Lima, 28 de julho de 1922 – 9 de março de 1993) foi um atirador esportivo peruano, campeão olímpico.

## Carreira
Filho de Gonzalo Vásquez Tejeda e Herminia Cam Ayulo, Vásquez nasceu no centro de Lima, capital do Peru. Seu pai também se dedicou ao tiro esportivo durante um tempo e chegou a treiná-lo nos primeiros anos de sua carreira amadora. Edwin participou da primeira competição aos treze anos e, mais tarde, esteve nos Jogos Bolivarianos. Nos Jogos Olímpicos de Verão de 1948, em Londres, consagrou-se o primeiro campeão olímpico peruano na prova de pistola livre 50 metros.